# TADA1
TADA1 (англ. Transcriptional adaptor 1) – білок, який кодується однойменним геном, розташованим у людей на 1-й хромосомі. Довжина поліпептидного ланцюга білка становить 335 амінокислот, а молекулярна маса — 37 382.
| 10         |  | 20         |  | 30         |  | 40         |  | 50         |
| ---------- |  | ---------- |  | ---------- |  | ---------- |  | ---------- |
| MATFVSELEA |  | AKKNLSEALG |  | DNVKQYWANL |  | KLWFKQKISK |  | EEFDLEAHRL |
| LTQDNVHSHN |  | DFLLAILTRC |  | QILVSTPDGA |  | GSLPWPGGSA |  | AKPGKPKGKK |
| KLSSVRQKFD |  | HRFQPQNPLS |  | GAQQFVAKDP |  | QDDDDLKLCS |  | HTMMLPTRGQ |
| LEGRMIVTAY |  | EHGLDNVTEE |  | AVSAVVYAVE |  | NHLKDILTSV |  | VSRRKAYRLR |
| DGHFKYAFGS |  | NVTPQPYLKN |  | SVVAYNNLIE |  | SPPAFTAPCA |  | GQNPASHPPP |
| DDAEQQAALL |  | LACSGDTLPA |  | SLPPVNMYDL |  | FEALQVHREV |  | IPTHTVYALN |
| IERIITKLWH |  | PNHEELQQDK |  | VHRQRLAAKE |  | GLLLC      |  |            |

A: Аланін

C: Цистеїн

D: Аспарагінова кислота

E: Глутамінова кислота

F: Фенілаланін

G: Гліцин

H: Гістидин

I: Ізолейцин

K: Лізин

L: Лейцин

M: Метіонін

N: Аспарагін

P: Пролін

Q: Глутамін

R: Аргінін

S: Серин

T: Треонін

V: Валін

W: Триптофан

Задіяний у таких біологічних процесах, як транскрипція, регуляція транскрипції. 
Локалізований у ядрі.